# Карек
Республиканский детско-юношеский кинофестива́ль «Карек» — детский кинофестиваль по Кыргызской Республике, с 2016 года ежегодно проводится в Бишкеке. На фестивале представлены фильмы, созданные детьми, при участии детей и для детей. Участники кинофестиваля присылают свои работы со всей территории Кыргызстана. Лучшие фильмы представляют Кыргызстан на международных детских кинофестивалях.

## История

### 2016
-  Темы кинофестиваля - «Это мой мир». Церемония награждения состоялась - 15 ноября 2016 года.

### 2017
-  Темы кинофестиваля - «Это мой мир». Церемония награждения состоялась - 10 октября 2017 года.

### 2018
-  Темы кинофестиваля - «Это мой мир!» или «Я и природа». Церемония награждения 14-15 ноября 2018 года.

### 2019
-  Темы кинофестиваля - "Я и моя семья", "Я и мой мир", "Я и природа".

## Условия
В кинофестивале смогут принять участие абсолютно все ученики школ и колледжей страны от 6 до 17 лет, интересующиеся кинематографией. Для этого необходимо снять короткометражный фильм до 10 минут в формате mov, mp4, m4v, mpeg на любую камеру, планшет или телефон. Фильм может быть снят в любом жанре: комедия, мелодрама, драма, триллер, боевик, фантастика, анимация, документальный.

## Номинации
Номинации для двух возрастных категорий от 6 до 12 лет и 13-17 лет:
- "Лучший игровой фильм"
- "Лучший анимационный фильм"
- "Лучший документальный фильм"
- "Лучший режиссер"
- "Лучший сценарист"
- "Лучший оператор"
- "Лучший юный актер"
- "Лучшая юная актриса"
- "Лучший монтажер"
- "Специальный приз жюри"
- "Специальный приз Детского фонда ООН (ЮНИСЕФ) к 30-летию Конвенции о правах ребенка"

## Жюри и оргкомитет
Министерство культуры, информации и туризма КР
Союз кинематографистов Кыргызской Республики
Академии "Ак Илбирс"
Толкун Дайырбекова – директор республиканского детско-юношеского кинофестиваля Карек